# Едвард Белламі
Е́двард Бе́лламі (англ. Edward Bellamy, 26 березня 1850, Чикопі, Гемпден, Массачусетс, США — 22 травня 1898) — американський публіцист, політичний мислитель соціалістичного штибу, автор психологічних і утопічних романів.
Походив із сімейства священників. Виховувався як баптист, хрестився в 14-річному віці, але надалі відійшов від церкви, хоча глибоко цікавився релігійними питаннями. Здобував вищу освіту за індивідуальною програмою протягом двох семестрів, рік навчався в Німеччині. Здобувши практичну юридичну освіту, недовго практикував як адвокат, далі працював журналістом і письменником. Помер від наслідків багаторічного захворювання на туберкульоз.
Найбільш відомий утопічним романом «Погляд назад, 2000—1887» (1888), який викликав багато наслідувань і продовжень, і був сприйнятий публікою в США та Європі, як програма побудови розвиненої індустріальної соціальної держави, заснованої на державній власності. Роман став ідеологічною основою політичного руху, так званих «Націоналістичних клубів», які стали частиною американського популізму. До середини XX століття роман видавався мільйонними тиражами в багатьох країнах світу. У 1930-ті роки в Нідерландах створено політичну партію імені Едварда Белламі.

## Життєпис

### Роки становлення (1850—1869)

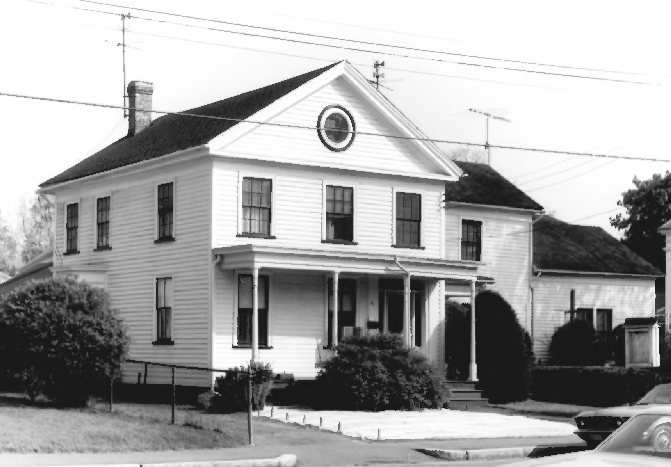
Будинок родини Белламі в Чикопі. Фото 1971 року

Згідно з сімейним переказом, родоначальником массачусетських Белламі був капітан-флібустьєр Семюел (іноді згадуваний як Джозеф або Чарльз), якого повішено в Бостоні близько 1726 року. Його син Едвард прислужував у будинку баптистського священника й обрав своїм життєвим шляхом церковне служіння. Надалі Белламі вбудувалися в новоанглійську еліту, поріднилися зі сімействами Шерманів, Кінгів, Патнемів та Віверів; молодший представник роду від 1848 року облаштувався в промисловому місті Чикопі. 26 березня 1850 року в баптистського священика — преподобного Руфуса Кінга Белламі (1816—1886) — народився другий син, названий Едвардом. Він мав старшого брата Фредеріка (народжений 14 квітня 1847), а також молодшого Чарльза (що з'явився на світ 7 травня 1852). Незабаром після народження Едварда сім'я переїхала до просторнішого будинку, з яким було пов'язане все його життя. Будинок розташовувався в промисловому районі, поруч як з особняками фабрикантів і торгових агентів, так і скромними житлами робітників. Руфус Белламі був відомим освіченістю та дотепністю, і мав популярність у західній частині штату. Мати — уроджена Марія Луїза Патнем — була суворою та стриманою, але не відмовляла в благодійності всім, хто до неї звертався. Вона також була освіченою, оскільки її батько-священник очолював рух за просвітництво жінок. Марія Луїза винесла зі Спрингфілдської академії знання грецької та латинської мов. Її приклад та активне керівництво привели до того, що домашні дискусії та системне читання стали для Едварда головним фундаментом для раннього інтелектуального розвитку. У підлітковому віці його вабили біографії Наполеона, Нельсона і Магомета, й у десятирічному віці він заповнював щоденник роздумами про причини їхнього успіху. Тоді ж він написав «Закон для Республіки Сан-Домінго», в якому виявив себе як майбутній мислитель-утопіст. Надалі він брав активну участь у шкільних дискусійних клубах рідного міста; у 13-річному віці він щонайменше двічі виступав публічно. У своїх газетних публікаціях він багаторазово підкреслював корисність дискусійних клубів та самостійного читання, і закликав до цього всіх співгромадян. Сім'я була релігійною: молитви всім будинком читалися принаймні двічі на день. Суворість у віровченні при цьому не означала догматизму чи святенництва. 3 квітня 1864 року Едвард прийняв хрещення в баптистській громаді Чикопі в батька. У щоденнику та недописаній автобіографії він фіксував екстатичний релігійний досвід, який посилив прагнення до усамітнення. Під час молитов він відчував єднання з Богом чи не у фізичному сенсі.
1867 року Едвард вступив до Юніон-коледжу в Скенектаді, не пройшовши конкурсу у Вест-Пойнт за станом здоров'я. Його природна замкнутість призвела до того, що він відмовився проходити обов'язкові курси, і переконав начальство прочитати йому спеціальний курс літератури, який вів преподобний Ренсом Велч. Осінню 1867 року датовано його рукопис «Необхідна самоосвіта», з якого випливає, що він глибоко поринув у політекономію, і вважав, що якщо мету життя не визначено, розумовий та моральний саморозвиток обов'язковий. Для себе він вважав нагально необхідним знання соціальної та політичної історії в повному обсязі від давнини до сучасності, фізичної та політичної географії, політичної науки, іспанської та французької мов, логіки та військової стратегії. Також він вступив до братства «Альфа-Каппа-Епсилон» та згодом оцінив переваги соціального життя. Ймовірно, саме в коледжі він познайомився зі вченням Оґюста Конта та основами соціалізму, хоча програма була консервативною. Крім того, в січні—травні 1868 року він брав участь у роботі «Товариства філоматів». Після двох семестрів у коледжі, 1868 року Едварда відправили супроводжувати кузена Вільяма Пекера на лікування в Європу (у квітні помер другий кузен на ім'я Пекер Белламі). Подорож оплачувала заможна тітка по матері — місіс Гаррієт Пекер, — з якою Едвард мав не найкращі стосунки. Мати навіть умовляла його забути про «егоїстичну гординю». Метою Едварда та Вільяма був Дрезден, де молоді люди вивчали німецьку мову і навіть відвідували університет. Белламі шокував контраст із рідними місцями: в індустріальному центрі США, попри різницю в рівні життя, працьовиті мігранти завжди могли заробити на життя. Вигляд європейських нетрів уперше підштовхнув юнака до глобальних роздумів про суспільну перебудову. Втім, коли його питали, наскільки він глибоко засвоїв у Німеччині соціалізм, Едвард жартував, що навчився в цій країні пити пиво. Проте він виніс з європейської подорожі глибоку повагу до німецької акуратності в справах та життєвої розміреності. Провівши рік за океаном, він повернувся до США, оскільки не любив ні зміни місць, ні залишати надовго батьківщину. Будь-яка зміна обстановки завдавала йому дискомфорту, що багато разів зафіксовано в щоденнику і в листуванні.
На межі 1860 і 1870-х років Едвард Белламі формував свою думку. Він відійшов від дитячої віри, але глибоко засвоїв Біблію і міг на рівних дискутувати з місіонерами. Він дійшов висновку, що Реформація продовжується, оскільки християнська істина має бути виражена у формах, що підходять «інтелектуально хаотичній» епосі. Не менш приваблював його й дарвінізм. У протестантській доктрині його не влаштовувала суперечність між повсякденною проповіддю, яка викривала грішників, переконання, що більшість душ потрапляє в пекло, і одночасна настанова, що Бог є любов. Зрештою Белламі зневірився в церковній доктрині, але ніколи не заперечував соціальної необхідності організованої релігії. Однією з причин, можливо, був скандал, внаслідок якого Руфусу Белламі довелося піти з посади настоятеля церкви.

### Адвокат і журналіст (1869—1880)
Після повернення з Німеччини Едвард болісно відчував фінансову залежність від батьків, і влаштувався в юридичну фірму Леонарда та Веллса в Спрингфілді, де почав вивчати право на практиці. У серпні 1871 року він склав іспити на звання адвоката, і отримав пропозицію про партнерство у фірмі Вітні у Вестфілді. Однак Едвард не хотів залишати будинок і відкрив приватну практику в Чикопі. Першою його справою стало виселення вдови за несплату; зіткнення з реальністю призвело до глибокого розчарування у професії. Добре володіючи пером і знаючи законодавство, Белламі перейшов на журналістику. Перша його стаття вийшла ще в березні 1871 року в радикальному журналі The Golden Age, і була присвячена жіночому виборчому праву. Пекери звернулися до редакції «New York Evening Post» з пропозицією найняти Едварда як колумніста, компетентного в питаннях внутрішньої політики та актуального порядку денного. У листопаді Белламі переїхав до Нью-Йорку, де з гордості став винаймати кімнату (хоча міг жити у Пекерів) і навіть відмовлявся від грошових переказів від батьків. За основним місцем роботи він багато писав про комунальну реформу в місті, прийняття нових санітарних правил та всюдисущу корупцію. У «The Golden Age» він опублікував не менше двох статей, присвячених катастрофам на залізницях та народній освіті. Брат Фредерік, який працював у юридичній конторі, рекомендував Едварда в щойно відкриту газету «Boston Daily Globe» і, крім того, познайомив з фур'єристом Альбертом Брісбейном. Втім, записи про це в щоденнику Белламі відсутні.
4 червня 1872 року Едвард Белламі покинув Нью-Йорку і повернувся до Чикопі, ймовірно, за порадою батька. Ще в травні місцеві республіканці викупили газету Springfield Union і формували редакційний колектив. Передові статті та книжкові огляди Белламі виходили в цьому виданні від кінця літа 1872 року до грудня 1877 року. Іноді їх обсяг сягав трьох колонок. Белламі рецензував новітні видання та переклади Джорджа Еліота, Жорж Санд, Гарді, Теккерея, Дікенса, Чарльза Кінгслі, Булвер-Літтона, Гавеллса, Гюго, Клеменса та Тургенєва, що відбивало його особисті смаки. Він явно не любив Брета Гарта та Вітмена, і не сумнівався в блискучому майбутньому Генрі Джеймса-молодшого. Крім того, він пробував себе в прозі, і від 1875 року опублікував 23 оповідання, які охоче приймали в престижних виданнях, таких як Scribner's, Atlantic Monthly, Harper's Magazine, Епплстонз Джорнел тощо.
У грудні 1877 року Едвард важко захворів: відчував непритомність, загальну слабкість і кишковий розлад. Лікарі вважали, що це сухоти. Разом із братом Фредеріком він наважився їхати лікуватися на Гавайські острови. Брати вирушили кружним шляхом через Панаму та Сан-Франциско. Каліфорнію двоє Белламі покинули 11 січня 1878 року, і прибули на острови наприкінці лютого, але вже 9 квітня вирушили на материк. Далі вони поверталися через Ріно, Солт-Лейк-Сіті та Омаху, діставшись до дому 23 квітня. Згідно з підрахунками Едварда, подорож обійшлася в 690 доларів 22 центи. Едвард вів щоденник, але малозмістовний, за яким складно реконструювати події цих місяців; майже немає там і роздумів, хоч Едвард професійно дискутував із місіонерами. Про підйом на вулкан Кілауеа відомо з оповідання A Tale of the South Pacific (1880), а не зі щоденникового запису. У цьому ж оповіданні ліричний герой повідомляє, що мав бажання побачити справжній полінезійський острів ще з дитинства, коли прочитав «Робінзона Крузо». За станом здоров'я Белламі не міг активно займатися журналістикою і звернувся до письменства. За два роки (1878—1880) він опублікував три романи та сім оповідань. Перший свій роман «Шість до одного» (1878) він надрукував анонімно, але результатом стала увага читачів. Роман про судовий процес доктора Гайденгоффа («Дивний сон») опубліковано у Великій Британії і там же кілька разів перевидано. Втім, у другій половині 1880-х років, коли Белламі перейшов до політичної публіцистики та утопічного жанру, він кинув писати романтичні історії, побоюючись, що його послідовники вважатимуть його «несерйозним».

### Видавець (1880—1884)
На початку 1880 року брати Белламі купили газету Springfield Penny News, номінальним власником якої був Чарльз, а головним редактором — Едвард. Насправді ніякого поділу праці не було, й заради економії брати практично всю роботу здійснювали самостійно. У травні газету перейменовано на The Daily News і вона принесла перший успіх: у вересні тираж досяг 4400 примірників, у жовтні вдалося переїхати в просторий офіс і купити ротаційну машину з двома валами. Проте 9 грудня 1880 року офіс та друкарський цех згоріли внаслідок пожежі. Завдяки страхуванню та домовленостям із колегами, номери виходили в інших друкарнях, і навіть не було суттєвих збитків. У редакційній статті відродженої в січні 1881 року газети Белламі заявив, що перетворює видання на справді народне, яке повідомлятиме про всі новини неупереджено, не використовуватиме прихованої реклами, і не дотримуватиметься будь-якого естетичного чи політичного спрямування. Останнє пояснювалося тим, що Едвард і Чарльз підтримували різні партії. Також було заявлено, що газета друкуватиме історії та оголошення від людей, які потрапили в складну ситуацію та потребують підтримки. Цьому була присвячена окрема колонка у вигляді діалогу з «Ісааком». Втім, вже до 1884 року тираж упав, видання стало нерентабельним, і під час економічного спаду Едвард запропонував продати виробничу базу та бренд конкурентам із Демократичної партії. Чарльз замість цього викупив у брата всі права та боргові зобов'язання за 1200 доларів, і Едвард повернувся до літературної роботи.

### Одруження. Сім'я (1882—1886)

Емма Августа Белламі, уроджена Сендерсон

Зі майбутньою дружиною — Еммою Августою Сендерсон (Emma Augusta Sanderson; 12.02.1861—4.09.1956) — Едвард познайомився ще 1874 року. Після розлучення батьків 13-річна дівчина переїхала до будинку Белламі, і її неформальним опікуном став преподобний Руфус; у сім'ї її сприймали як дочку. «Серйозний і прищавий» Едвард зустрічав Емму на станції і віз додому на тарантасі. Вони швидко зблизилися: Едвард допомагав Еммі опановувати латину, на якій вона навчилася читати так само швидко, як і англійською, подарував золотий ланцюжок (першу в її житті прикрасу), а одного разу взяв із собою ліс по каштани. Лише через багато років вона дізналася, що Белламі заздалегідь купив каштанів і розкидав по землі, щоб порадувати її багатим «уловом». На кінець 1880-х років Белламі мав певний досвід стосунків із жінками, що відомо зі щоденників і листування, але, загалом, він вирішив не зв'язувати себе шлюбом. Це пояснювалося частково невдалим романом із кузиною Джулією Патнем Крос, оскільки сім'ї категорично заборонили їм одружуватися. 1881 року відбулося освідчення, коли двадцятирічна Емма заявила, що відчуває до нього «більш ніж дружню» прихильність, на що Едвард відповів, що якщо вона хоче прожити життя «нормальної жінки», то краще їй змінити об'єкт уваги. Втім, наявні джерела не дозволяють визначити, раніше чи пізніше від випадку з Дж. Крос складалися погляди Белламі на шлюб, «що змушує чоловіка відмовитися від „Бога, природи та книг“ в ім'я заробітку». Зрештою саме Емма (на той час вона переїхала до своєї матері) пересилила забобони Едварда і вони повінчалися 30 травня 1882 року.
Сучасники зазначали, що «Емма була щиро закоханою в Еда», але її інтереси анітрохи не були інтелектуальними. Не надто вона поділяла і його літературні захоплення, доки не овдовіла і не стала жити на роялті від прав на перевидання роману «Погляд назад, 2000—1887». Едвард Белламі був головою сім'ї патріархального типу, саме він заробляв та оплачував усі витрати сім'ї. Іноді він навіть дарував дружині коштовності, так, якось, привіз із Нью-Йорка золоту каблучку з діамантом та смарагдом, хоча це суперечило його власним принципам. Вони рідко розлучалися, і Белламі відчував себе незатишно без дружини, коли сам виїжджав на море для лікування або вона займалася керуванням Музичною асоціацією округу Гемпден. Попри хворобливий стан Едварда, в подружжя народилося двоє дітей: син Пол (Paul; 1884—1956) і дочка Меріон (Marion, у шлюбі Earnshaw; 1886—1978). За спогадами, письменник дуже любив своїх дітей і вмів заспокоїти їх, навіть коли вони були немовлятами, плакали від кольок або коли різалися зуби. Після смерті Руфуса Белламі 1886 року Едвард і Емма повернулися в батьківський будинок. Дітей вони привчали працювати по дому та в саду, Едвард довго гуляв з ними, багато розповідав і навчав молитвам, а також керував читанням.

### Літературний успіх (1887—1892)
Необхідність утримувати будинок, дружину та двох дітей, спонукали Белламі написати 1887 року утопічний роман про щасливе майбутнє, дія якого розгортається в 3000 році. Потім він переробив його і назвав «Погляд назад, 2000—1887». Белламі підганяв видавця Бенджаміна Тікнора, і відверто писав, що «зараз найкращий час для публікацій на соціальні теми». Роман побачив світ у січні 1888 року, після чого права швидко перекупила фірма "Houghton Mifflin ", яка організувала німецький переклад (виконав рабин Соломон Шиндлер). Друге американське видання, яке автор дещо доопрацював, вийшло у вересні 1889 року. Роман відразу ж був надзвичайно високо оцінили сучасники, а соціаліст Роберт Ліндблом 1890 року заявив, що «цей роман відбив і впорядкував думки й устремління сучасної епохи». Роман написаний простим стилем, а багато діалогів допомагало читачам ототожнити себе з персонажами і не заплутатися в ідеях. Це була свідома стратегія Белламі, який з досвіду рецензування книг знав очікування американської публіки. Сюжет був незвичайним: молодий підприємець Джуліан Вест, впавши в летаргію 1887 року, прокидається в Бостоні 2000 року. Динаміки оповіді надавали численні картини майбутньої повсякденності в порівнянні зі звичним читачеві життям, і любовна лінія: кохана Веста — Едіт Літ — дуже схожа на його наречену Едіт Бартлетт, залишену в XIX столітті, і, як з'ясовується, є її нащадком. У фіналі читачів шокувало повернення головного героя назад у минуле, яке виявлялося його нічним кошмаром.
Роман виявився затребуваним різними ідеологічними групами, від християнських соціалістів і фундаменталістів до теософів (роман особисто схвалила Олена Блаватська, яка побачила у ньому наочний опис майбутнього всесвітнього братства). Деякі партії та спільноти скуповували великі тиражі для безкоштовного поширення у своєму середовищі. Учні Блаватської й масони, зокрема Сайрус Віллард і Генрі Віллард Остін, організували в Бостоні перший «Націоналістичний клуб» — за назвою ідеології державного індустріалізму, описаної в романі. Роман схвалювали навіть суфражистки та члени руху за тверезість. До 1897 року тільки в США продано 400 000 примірників книги, і приблизно половина цієї кількості у Великій Британії, де фірма Вільяма Рівза випустила три чи чотири видання роману, і надрукувала 32 продовження чи варіації на теми різних авторів. Роман дуже швидко перекладено німецькою, французькою, норвезькою, російською та італійською мовами, він став «новим Євангелієм», програмою так званої Популістської партії.
Едвард Белламі намагався максимально дистанціюватися від усіх політичних організацій, які використовували його роман. Втім, перший «Націоналістичний клуб» засновано за його особистим схваленням. Белламі не з'являвся на громадських заходах (що пояснювалося його природною замкнутістю), однак у Чикопі ставало дедалі більше візитерів, яких він не уникав. Приходили до нього й різні воллоцюги, яких він іноді вислуховував, дарував предмети одягу зі свого гардеробу або пироги, які пекла Емма. 1889 року бостонський клуб Белламі розпочав видання щомісячного журналу «Націоналіст», який проіснував близько двох років. Також клуб розповсюдив близько 25 000 брошур з доповідями самого Белламі. Він особисто виступив перед послідовниками лише в грудні 1889 року, оскільки страждав на диспепсію і думав про поїздку на Багамські острови для лікування. Після розорення журналу, 1891 року Белламі відкрив у Бостоні журнал «The New Nation», який перехопив колишніх передплатників «Націоналіста», але сам не займався безпосередніми видавничими справами. У редакційній статті, яка відкривала перший номер, Белламі заявив, що збирається «критикувати чинну індустріальну систему як таку, що категорично не відповідає нормам моралі і безглузду з економічного погляду», і пропагувати натомість національну промислову кооперацію, яка й називається «націоналізмом». Редакція мала кореспондентів у Великій Британії та Німеччині, які повідомляли про прогрес соціальних реформ у цих країнах. Від 14 лютого до 10 жовтня 1891 року Белламі випустив у своєму журналі серію статей «Бесіди про націоналізм», в яких від імені якогось націоналіста Сміта міркував у дуже доступній формі про бізнес, уряд, теорію еволюції, права жінок, батьківство, мальтузіанство тощо. Він відкрито виступив за націоналізацію вугільної галузі в США, поштової служби, телефонного та телеграфного сполучення та залізниць, і навіть брався фінансувати національний референдум щодо цих питань.
Белламі побував на установчому конгресі Популістської партії в Бостоні 17 жовтня 1891 року, де в своїй промові говорив про руйнівний вплив багатства на особистість. Він також виступив на з'їзді партії у Фанейл-холі 30 березня 1892 року, але в жовтні, через загострення хвороби, не зміг побувати на зборах, присвячених отриманню партією права брати участь у виборах. У відкритому листі він повідомляв, «що Популістська партія є засобом не лише здійснення американської мрії про справжню республіку рівності, братерства, свободи та справедливості, а й порятунку республіки від промислового Молоха». Від партії Белламі висунули до колегії виборщиків. Белламі відмовився виступити на засіданні Всесвітнього конгресу праці. Погіршила його стан смерть матері (11 вересня 1892) і кузена Вільяма Пекера (23 квітня 1893). У 1893 році здоров'я письменника погіршилося настільки, що він міг спілкуватися лише через листування і відмовився від управління газетою. Наступним його великим проєктом став роман «Рівність», у якому він хотів у популярній формі розкрити це поняття. Белламі розчарувався в політичному націоналізмі, оскільки республіканці та демократи успішно користувалися його гаслами, а в 1896 партія популістів об'єдналася з Демократичною партією.

### Останні роки (1893—1898)

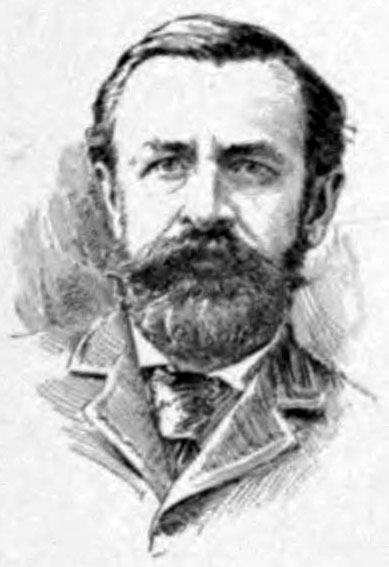
Белламі в останні роки життя. Appletons' Cyclopædia of American Biography, v. 7, 1900, p. 21

Необхідність написання продовження успішної утопії Белламі усвідомлював ще на початку 1890-х років. У його записниках міститься безліч начерків і докладний сюжетний план. Розпочатий 1893 року варіант не задовольняв автора і роботу над ним довелося припинити. Лише 1897 року рукопис «Рівності» було завершено. Едвард працював у будь-якому стані й регулярно. Якщо дозволяв його стан, він разом із редактором The Rutland Herald Гріном їздив у Спрингфілд грати в більярд. Белламі, хоч і виношував задуми ще двох книг, усвідомлював, що «Рівність» буде його останнім текстом, життєвим та політичним заповітом: від 1896 року періоди релаксації ставали дедалі довшими. Зрештою, видання вийшло влітку 1897 року. Автор заявляв, що це найкращий роман із усіх, ним написаних, але на тлі «Погляду назад», успіх був відносним. До 10 вересня було продано 14 000 примірників книги, а до 1 грудня — 21 044, продажі за океаном теж були скромними. Критики нарікали на відсутність захопливої фабули: роман, фактично, був довгим філософським есеєм, діалоги були нудними і занадто довгими.
В останній рік свого життя Белламі думав повернутися до видання газети і очолив раду директорів «Нової нації», що виходила в Денвері. Хоча в молодості він багато писав у щоденнику про необхідність фізичного саморозвитку тією ж мірою, що й морального, насправді до свого здоров'я він був байдужим. Едвард важко перехворів на легеневу інфекцію ще 1874 року, коли переночував у сирому наметі під час лісового походу в штаті Мен. Через постійний шлунковий розлад він ніколи не міг регулярно харчуватися, а далі пристрастився до алкоголю, бо йому прописали віскі для нормалізації травлення та лікування застуди. Стан сп'яніння він неодноразово описав у своєму щоденнику. Наприкінці життя йому подавали за обідом два яйця і склянку молока, і якщо були присутні гості, Едвард ходив по їдальні і розважав їх бесідою. 1890 року Белламі заразився від маленької дочки кашлюком, і відтоді постійно страждав від легеневого захворювання. Його хід він постійно відстежував у щоденнику. Коректуру «Рівності» Едвард тримав на фермі Пекерів недалеко від Вестерлі. Зрештою, родичі змусили письменника звернутися до фахівця, який направив його до Колорадо для лікування туберкульозу гірським кліматом. У серпні 1897 року трапилося різке погіршення, Белламі виявився прикутим до ліжка. Лише до квітня 1898 Едвард зміцнів настільки, що можна було перевезти його в Чикопі. Удома Белламі став складати збірку оповідань «Світ сліпих», до якої збирався включити деякі новели, що раніше не публікувалися. Він розумів, що збірка вийде після його смерті. В останні дні Едвард підпускав до себе тільки дружину. 22 травня 1898 року він повідомив Еммі, що «смерть — це все одно що перейти в іншу кімнату», і за кілька годин помер. Біограф Артур Морган повідомляв, що у висновку про смерть значився «туберкульозний ларингіт», який насправді був раком гортані. За заповітом тіло кремували, а урну з прахом помістили на сімейну ділянку цвинтаря Чикопі. Через три роки після смерті Е. Белламі його двоюрідний брат Френк опублікував окремою книгою історичний роман «Герцог Стокбріджа», який за життя письменника виходив у газеті «Bercshire Courier» як роман-фейлетон. 1905 року вдова Едварда продала сімейний будинок і перевезла сімейні реліквії до Спрингфілда. Архів письменника передали Мейсону Гріну для написання його докладної біографії, але 1906 року будинок Гріна згорів і більшість листування й щоденників втрачено безповоротно.

## «Погляд назад, 2000—1887»

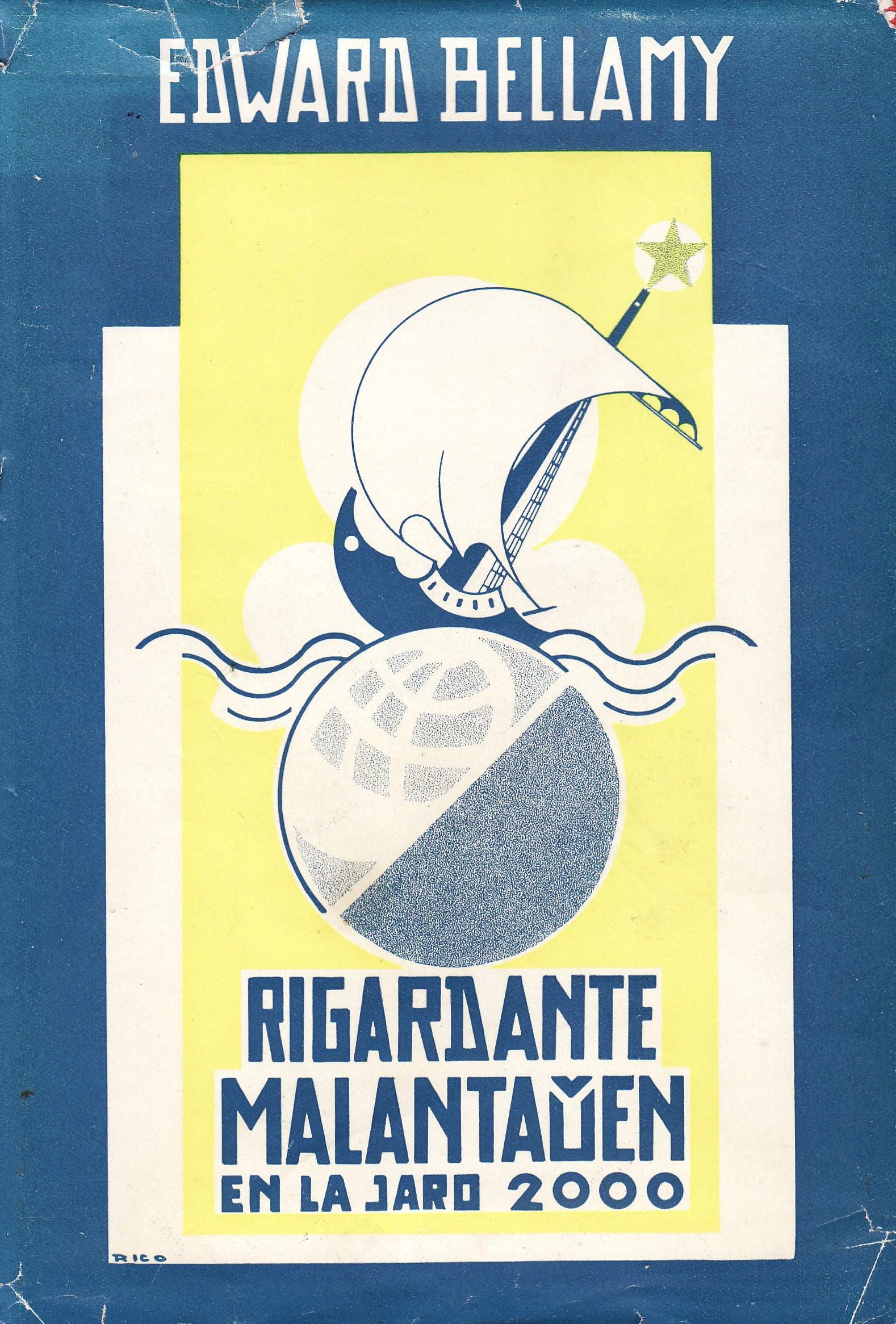
Обкладинка перекладу на есперанто, опублікованого в Нідерландах 1937 року

Белламі написав понад три десятки оповідань і три романи. Найбільшу славу йому приніс написаний 1888 року соціалістичний утопічний роман «Looking Backward: 2000—1887».
Головний герой книги під впливом гіпнозу заснув летаргічним сном у Бостоні наприкінці ХІХ століття, а прокинувся вже 2000 року і виявив. що всі виробничі потужності США є державної власністю, а кожен громадянин від 21 до 45 років має працювати у «промисловій армії», але отримує за рахунок державного кредиту (в романі вперше описано дебетні карти та супермаркети) все необхідне, включно з житлом. Понад прожитковий мінімум оплачуються важкі та небезпечні роботи, а також творча діяльність, яка виводить людину за межі індустріального виробництва. Економічну та соціальну систему майбутнього Белламі називав «націоналізмом», щоб не викликати асоціацій із радикальними соціалістами того часу.
Книга викликала широкий резонанс, у США та інших країнах виникли політичні та громадські рухи, що ставили за мету практичну реалізацію описаної в романі суспільної системи. Цей політичний рух проіснував понад п'ятдесят років, наприклад, у Нідерландах Партія Белламі проіснувала до 1947. Роман перевидавався багато разів і загалом його опубліковано тиражем понад один мільйон примірників.
1897 року Беламі написав роман «Рівність» (англ. Equality), продовження «Погляду назад», у якому він відреагував на багато критичних зауважень до першого роману.

## Пам'ять
Ім'я Белламі стало відоме в Російській імперії після виходу у світ роману Looking Backward or 2000—1887 (1889), який протягом наступних 6 років виходив у Росії російською мовою в 7 різних перекладах (оригінальна назва роману перекладалася як «Через сто років», «Погляд у минуле: з 2000 року до 1887 року» та «У 2000 році»). В. Г. Короленко писав: «Він не художник, але і він також намагається дати і образи, і почуття, почуття людини, в душу якої заглянуло майбутнє. Він ще точно не знає, у яких формах воно складеться, він їх малює навмання, навіть часом не малює, а лише креслить». М. Горький вважав, що Белламі та її теорії, викладені у книзі, «відомі кожному російському студенту». «Соціалістичний» лад та демократичні реформи, зображені у романі, привертали увагу опозиційно налаштованої громадськості та робочих гуртків та спілок Росії, дали поштовх до створення клубів прихильників утопічного соціалізму . У 1891-93 pp. у Росії були надруковані та інші твори Белламі, включаючи його романи Mrs. Ludington's Sister (російською мовою «Іда Людінгтон») та Dr. Heidenhoff's Process (російською мовою «Чудний сон»). Після жовтня 1917 року тиражі виданих у Радянській Росії книг Белламі, зокрема його «Казки про воду» — притчі про шкоду, яку завдає суспільству та особистості приватною власністю, досягали багатьох сотень тисяч екземплярів .
2011 року в Єкатеринбурзі відкрито пам'ятник банківській пластиковій картці. Барельєф у вигляді руки, що тримає кредитку. Пам'ятник встановлено за адресою вул. Малишева, 31б. На чавунній банківській карті вигравірувано ім'я Едварда Белламі. Його ім'я обрано тому, що у романі «Погляд назад» він першим висунув ідею платіжних карток.

## Твори

### Перші видання. Збірки публіцистики та прози
- Bellamy E. Six to One; a Nantucket Idyl. — N. Y. : G. P. Putnam's sons, 1878. — 176 p.
- Bellamy E. Doctor Heidenhoff's process. — L. : W. Reeves, 1880. — 139 p. — (The Bellamy series. No. 2).
- Bellamy E. Miss Luddington's Sister: A Romance of Immorality. — Boston : James R. Osgood and Co., 1884. — 260 p.
- Bellamy E. Looking Backward, 2000—1887. — Boston and New York : Houghton, Mifflin and Company, 1888. — vi, 470 p.
  - Bellamy E. Looking backward, 2000—1887 / edited with an introduction and notes by Matthew Beaumont. — Oxford University Press, 2007. — xxxvi, 220 p. — (Oxford world's classics). — ISBN 978-0-19-280629-1.
- Bellamy E. How I Came To Write Looking Backward. — The Nationalist. — 1889. — Vol. 1, no. 1. — P. 1—4.
- Bellamy E. Plutocracy or Nationalism — Which? : Adress of Edward Bellamy at Tremont Temple, Boston, May 31st, 1889. — 12 p.
- Bellamy E. Equality. — N. Y. : D. Appleton and Co, 1897. — viii, 412 p.
- Bellamy E. The blindman's world and other stories / With a prefatory sketch by W. D. Howells. — Boston, New York : Houghton, Mifflin and company, 1898. — xiii, 415 p.
- Bellamy E. The Duke of Stockbridge; a romance of Shay's Rebellion. — New York, Boston, Chicago : Silver, Burdett and company, 1900. — viii, 371 p.
- Bellamy E. Selected writings on religion and society / With an introd. by Joseph Schiffman. — N. Y. : Liberal Arts Press, 1955. — xlix, 139 p. — (American heritage ser., 11.).
- Bellamy E. Apparitions of things to come : tales of mystery & imagination / edited & introduced by Franklin Rosemont ; collages by Hal Ramel. — Chicago : Charles H. Kerr Publishing Company, 1990. — 175 p. — (Lost utopias, 1).